# NGC 2499
NGC 2499 je galaksija u zviježđu Malom psu.

## Vanjske poveznice
- SEDS: NGC 2499